# Meridià 43 a l'est
El meridià 43 a l'est de Greenwich és una línia de longitud que s'estén des del pol Nord travessant l'oceà Àrtic, Europa, Turquia, Àfrica, l'oceà Índic, l'oceà Antàrtic i l'Antàrtida fins al pol Sud.
El meridià 43 a l'est forma un cercle màxim amb el meridià 137 a l'oest. Com tots els altres meridians, la seva longitud correspon a una semicircumferència terrestre, uns 20.003,932 km. Al nivell de l'Equador, és a una distància del meridià de Greenwich de 4.787 km.

## De Pol a Pol
Començant en el pol Nord i dirigint-se cap al pol Sud, aquest meridià travessa:
| Coordenades                             | País, territori o mar | Notes |
| --------------------------------------- | --------------------- | --- |
| 90° 0′ N, 43° 0′ E / 90.000°N,43.000°E  | Oceà Àrtic            | |
| 80° 32′ N, 43° 0′ E / 80.533°N,43.000°E | Mar de Barents        | |
| 68° 37′ N, 43° 0′ E / 68.617°N,43.000°E | Mar Blanc             | |
| 66° 24′ N, 43° 0′ E / 66.400°N,43.000°E | Rússia                | |
| 43° 6′ N, 43° 0′ E / 43.100°N,43.000°E  | Geòrgia               | |
| 41° 24′ N, 43° 0′ E / 41.400°N,43.000°E | Turquia               | |
| 37° 20′ N, 43° 0′ E / 37.333°N,43.000°E | Iraq                  | |
| 30° 28′ N, 43° 0′ E / 30.467°N,43.000°E | Aràbia Saudita        | |
| 16° 31′ N, 43° 0′ E / 16.517°N,43.000°E | Iemen                 | |
| 14° 23′ N, 43° 0′ E / 14.383°N,43.000°E | Mar Roig              | |
| 12° 53′ N, 43° 0′ E / 12.883°N,43.000°E | Eritrea               | |
| 12° 39′ N, 43° 0′ E / 12.650°N,43.000°E | Djibouti              | |
| 11° 48′ N, 43° 0′ E / 11.800°N,43.000°E | Golf de Tadjoura      | |
| 11° 35′ N, 43° 0′ E / 11.583°N,43.000°E | Djibouti              | |
| 11° 3′ N, 43° 0′ E / 11.050°N,43.000°E  | Somàlia               | Somaliland |
| 10° 6′ N, 43° 0′ E / 10.100°N,43.000°E  | Etiòpia               | |
| 4° 27′ N, 43° 0′ E / 4.450°N,43.000°E   | Somàlia               | |
| 0° 7′ N, 43° 0′ E / 0.117°N,43.000°E    | Oceà Índic            | Passa a l'oest de l'illa de Grande Comore, Comores · Passa a l'oest de l'illa Juan de Nova, Terres Australs i Antàrtiques Franceses · Passa a l'oest de la costa de Madagascar |
| 60° 0′ S, 43° 0′ E / 60.000°S,43.000°E  | Oceà Antàrtic         | |
| 68° 4′ S, 43° 0′ E / 68.067°S,43.000°E  | Antàrtida             | Terra de la Reina Maud, reclamat per Noruega |